# Phonognatha melanopyga
Phonognatha melanopyga là một loài nhện trong họ Araneidae.
Loài này thuộc chi Phonognatha. Phonognatha melanopyga được Ludwig Carl Christian Koch miêu tả năm 1871.